# 국민행복당 (2011년)
국민행복당(國民幸福黨, 영어: Nations’ Happiness Party)은 자유 민주주의를 기본 이념으로 삼는 대한민국의 정당이다. 평화민주당과 합당했고, 대표자는 허평환이다. 19대 총선에서 출마자 모두 낙선하여 등록취소되었다.

## 역대 선거 현황

### 총선
| 실시년도 | 선거      | 국회정원    | 당선자 현황 (지역구/비례대표) | 득표율 |
| -------- | --------- | ----------- | ----------------------------- | ------ |
| 2012년   | 19대 총선 | 300(246/54) | 0                             | 0.16%  |

## 참고 자료
- 중앙선거관리위원회 정당정책정보시스템 - 중앙당 현황